# Hercules Mulligan
Hercules Mulligan (25 de setembro de 1740, Coleraine, Reino Unido - 4 de março de 1825 (84 anos)) foi um alfaiate e espião irlandês-americano durante a Guerra Revolucionária Americana. Ele era um membro dos Filhos da Liberdade.
Fonte: Misencik, Paul R. (2014). The original American spies : seven covert agents of the Revolutionary War. McFarland. p. 92. ISBN 978-0786477944.
Fonte: Mulraney, Frances (20 July 2016). "Hercules Mulligan - the Irish-born tailor and spy who saved Washington twice". IrishCentral.com. Retrieved 21 September 2016